# محمد البغدادی
محمد البغدادی (عربی: محمد البغدادي؛ زادهٔ ۱ ژانویهٔ ۱۹۹۵) یک فوتبالیست حرفه‌ای مصری است.